# Qatar Ladies Open 2003
Il Qatar Ladies Open 2003 è stato un torneo di tennis giocato sul cemento. È stata la 3ª edizione del Qatar Ladies Open, che fa parte della categoria Tier III nell'ambito del WTA Tour 2003. Si è giocato al Khalifa International Tennis Complex di Doha in Qatar, dal 10 al 16 febbraio 2003.

## Campioni

### Singolare
Anastasija Myskina ha battuto in finale  Elena Lichovceva con il punteggio di 6–3, 6–1

### Doppio
Janet Lee /  Wynne Prakusya hanno battuto in finale  María Vento-Kabchi /  Angelique Widjaja con il punteggio di 6–1, 6–3